# يحيى سريع
يحيى سريع، من مواليد محافظة صعدة، هو المتحدّث الرسمي باسم القوات المسلحة الموالية لأنصار الله الحوثيين. برز اسمه للواجهة خلال أزمة البحر الأحمر ضمن تداعيات عملية طوفان الأقصى.  

## تعليم
حاصل على شهادتي البكالوريوس والماجستير في العلوم السياسية. وتلقّى عددا من الدورات العسكرية والقتالية والأمنية والإدارية والتخصصية في العلوم العسكرية.

## سيرة
بعد سيطرة حركة أنصار الله الحوثيين على السلطة ، تدرج في التشكيلات العسكرية وتولى عدداً من المهمات في السلك العسكري في المؤسسة العسكرية، حتى عُيّن رئيساً لشعبة الحرب النفسية في دائرة التوجيه المعنوي عام 2017 برتبة عقيد. وفي منتصف العام 2018، جرى تعيينه مديراً لدائرة التوجيه المعنوي، وترقيته إلى رتبة عميد، ليُعيّن كذلك متحدثاً رسمياً باسم القوات المسلحة الموالية للحوثيين في أكتوبر من العام نفسه.
بصفته متحدثا رسميا باسم القوات المسلحة الموالية للحوثيين، أعلن عن العمليات العسكرية التي تنفّذها القوات الحوثية، ومنها الهجمات على أبو ظبي 2022 وأيضاً هجمات منشآت أرامكو السعودية عام 2022.
وبرز اسمه إلى الواجهة خلال أزمة البحر الأحمر نظرا لتلاوته بيانات تبني الهجمات على سفن الشحن في البحر الأحمر وخليج عدن بالإضافة إلى الهجمات الصاروخية والمسيرة على إسرائيل خلال الحرب الفلسطينية الإسرائيلية.